# Valverde de Leganés
Valverde de Leganés est une commune d’Espagne, dans la province de Badajoz, communauté autonome d'Estrémadure.